# イギリス領南極地域の旗
イギリス領南極地域の旗（イギリスりょうなんきょくちいきのはた）は1963年に制定された。これは、1962年3月3日に南極大陸とその周辺（南緯60度線より南極点までの扇状の範囲、グレアムランド、およびサウス・シェトランド諸島、サウス・オークニー諸島）を領域とするイギリスの海外領土・イギリス領南極地域が成立した翌年のことである。これ以前は南極は英領フォークランド諸島の領域の一部であり、フォークランド諸島の旗が使用されていた。ただし1959年署名の南極条約により、イギリスの領土主権行使と請求権は凍結されている。
この旗はイギリス海軍軍艦旗のホワイト・エンサインを基にしており、カントンにはユニオンジャックがあり、右の白地の中央にはイギリス領南極地域の紋章が配されている。紋章は、盾の中央に発見を象徴するトーチが発する光を描き、その背景は白地に青い波模様で、氷の海を表している。盾はイギリスを象徴するライオンと南極を象徴するペンギンに支えられ、紋章の上部にはロバート・スコットおよびアーネスト・シャクルトンらが参加した1901年から1904年の「第1回南極探検（ディスカバリー号探検）」に使われた調査船・RSSディスカバリーが描かれている。
この旗は英国南極調査所（British Antarctic Survey）の本部や各地の事務所、南極の当該領域内のイギリス観測施設などに掲揚されている。
英国南極調査所の船舶は、イギリス政府船舶旗ブルー・エンサインに、紋章のうちシールド部分のみを配した旗を用いている。
イギリス領南極地域の弁務官は、他のイギリス海外領土の総督旗同様、ユニオンジャックの中央に紋章を配している旗を使っている。

## ギャラリー

政府船舶旗
弁務官旗